# Races de The Elder Scrolls
 (décembre 2009).
Si vous disposez d'ouvrages ou d'articles de référence ou si vous connaissez des sites web de qualité traitant du thème abordé ici, merci de compléter l'article en donnant les références utiles à sa vérifiabilité et en les liant à la section « Notes et références ».
L'univers de fiction The Elder Scrolls est peuplé de races antropomorphiques et humanoïdes intelligentes. Il existe trois grandes familles : Mer (Elfes), Men (Humains) et les Betmer (ou Hommes-Bêtes). 

## Divinités et origines des races
La plupart des races parcourant Nirn et Tamriel, la planète et le continent où se déroule l'action connue, descendent d'anciennes divinités ayant perdu leur immortalité lors de la création du monde.

### Aedra
Les Aedra (Aedroth au singulier) sont des Et'Ada (esprits originels) qui ont participé à la création du plan mortel (Mundus). Les plus puissants d'entre eux sont considérés comme des dieux par les mortels de Mundus. Les Aedras vivent dans les plans d'Aetherius et sont très peu actifs dans les affaires mortelles, ce qui fait qu'on ne sait que très peu de choses sur eux.

#### Les neuf divins du culte impérial
Les neuf divins du culte impérial sont Akatosh, Arkay, Dibella, Julianos, Kynareth, Mara, Stendarr, Talos et Zénithar. Tous sauf Talos sont les principaux Aedras à l'origine de la stabilisation du plan mortel, Mundus. Ils vivent dans le ciel de Nirn sous la forme d'astres. Talos est un ancien humain qui a connu une apothéose à sa mort pour avoir conquis l'ensemble du continent de Tamriel, le principal continent de Nirn, cependant cette déification est contestée par la faction politique dirigeant le domaine Aldmeri, le Thalmor, car elle empêche la réalisation de son plan.

#### Les huit divins du culte Aldmeri
Le culte aldmeri met en avant à la fois des Aedra du culte impérial, sous d'autres noms : Auri-El (Akatosh), Xarxes (Arkay), Mara, Stendarr, et leurs propres divinités : Magnus, Triminiac, Yffre, Syrabane. Ils sont les ancêtres aldmers, ceux qui ont vu leur divinité volée par Lorkhan mais qui, refusant ce destin, l'ont vaincu (surtout Auri-El et Trinimac) et sont parvenus à redevenir les dieux qu'ils n'ont jamais voulu cesser d'être. En leur qualité d'ancêtres redevenus divins, ils sont considérés comme l'exemple à suivre à tout prix par les Altmers.

### Daedra
Les Daedra (Daedroth au singulier) sont les Et'Ada qui n'ont pas voulu participer à la création de Mundus. Leur nom se traduit dans l'ancienne langue comme « pas nos ancêtres », pour illustrer cette décision[source insuffisante]. Ils vivent en Oblivion, où il existe une infinité d'espèces différentes de Daedra. Des mages puissants peuvent en invoquer à l'aide de l'école magique de conjuration ainsi que pour voyager chez eux en créant ou empruntant des portails. Contrairement aux Aedra, ils sont beaucoup plus actifs et généralement méprisants vis-à-vis des mortels.

#### Les Princes Daedra
Les 17 princes Daedra sont les daedras les plus puissants. Chaque prince dirige au moins un plan en Oblivion (à l'exception de Sanguine, qui dirige une infinité de mini-royaumes), ainsi que les daedras qui y habitent. Certains mortels leurs consacrent des cultes comme les Dunmers. Certains d'entre eux sont à l'origine de certaines espèces sur Mundus, comme Molag Bal, qui a engendré les vampires de Tamriel, ou comme Malacath, qui a transformé ses fidèles en Orsimer, les orcs.

### Création de Mundus
Lorsque Anui-El eu créé Aurbis (l'Univers) et Auri-El, sa manifestation, le temps pour stabiliser Aurbis. Plusieurs divinités, les Et'Ada (esprits originels), sont apparues. Elles durent choisir un plan d'existence entre Aetherius et Oblivion. Plusieurs étaient mécontents de devoir choisir entre ces deux plans et Lorkhan, manifestation de Sithis (l'opposé à Anui-el), propose à ces divinités la création d'un nouveau plan d'existence: Mundus, le plan mortel. Les divinités ayant participé à la création de Mundus sont devenus les Aedra, vivant dans Aetherius. Les autres sont devenues les Daedra, vivant en Oblivon.
Cependant, contrairement à Anui-El (incarnation d'Anu) et Sithis (incarnation de Padomay), Auri-El et les autres divins ne sont pas infinis car toute création est subgradiente. C'est-à-dire que, dans la série TES, les créations de toutes entités ne peuvent être qu'inférieures à l'originale (d'un grade inférieur), ainsi les dieux sont supérieurs aux mortels, qui eutx-mêmes sont supérieurs aux morts. Le contraire de ce phénomène, appelé la « surgradience », consiste à ce qu'un être de tel ou tel grade monte en niveau, l'exemple le plus connu de TES étant celui de l'apothéose d'un mortel (Talos, Mannimarco, Vivec, le Champion de Cyrodill, Arkay, etc.). Les Dwemer, qui ont longuement étudié la question, considéraient l'existence de trois à quarante grades qui sépareraient les divinités (Et'Ada) des créatures mortelles, laissant ainsi place à une classification potentielle très précise.

### Les Ehlnofey
Certains Aedra ont été contraints de rester sur Nirn ou ont choisi d'y rester. Ils ont petit à petit perdu leur immortalité et ont dû se reproduire. Ils sont devenus les Ehlnofey. Certains se sont bien adaptés et sont restés "purs". Les autres sont devenus les « errants ». Les Ehlnofey purs sont devenus les ancêtres des Mers (elfes), particulièrement les Altmers (Hauts-Elfes). Les errants sont devenus les ancêtres des Mens, les humains.

## Elfes ou Mers
Dans le monde de The Elder Scrolls, Mer est le nom générique donné aux elfes. Toutes les races elfiques viennent de l'antique race des Aldmers.

### Hauts Elfes ou Altmers
Originaires de l'Archipel de l'Automne (souvent appelé Alinor par ses habitants), les Hauts Elfes à la peau dorée sont les plus doués (et les plus grands) de tous les peuples de Tamriel dans les arts mystiques. Ils sont cependant assez vulnérables à la magie. Peuple situé à l'extrême sud de Tamriel, sur les Archipels de l'Automne (renommés Alinor en 4E), ils furent par trois fois à l'origine du Domaine Aldmeri, une alliance rassemblant altmer, bosmer et khajiit sous une seule et même bannière.
Le Troisième Domaine Aldmeri, découvert dans Skyrim et en 4E 201, dirigé par une faction particulièrement dangereuse et extrémiste nommée Thalmor, est le vainqueur incontesté de la Grande Guerre qui l'opposa à l'Empire de Cyrodill et la dynastie Mede. L'une des conditions de victoire qu'il imposa dans le très controversé Traité de l'Or Blanc fut l'interdiction du culte de Talos, la version divinisée de Tiber Septim. Officiellement, c'est parce qu'ils refusent l'idée qu'un humain puisse s'élever au rang de Dieu (alors qu'eux-même n'y parviennent toujours pas) alors qu'ils n'ont pourtant rien dit d'Arkay sur le sujet. Officieusement, ils souhaitent essentiellement se débarrasser de Talos car la présence de celui-ci parmi les dieux les empêche temporairement de mener à bien leur « solution finale ». Cette exigence dans le traité de l'Or Blanc est également directement à l'origine de la guerre civile durant en Bordeciel à partir de 4E 200 et jusqu'en 4E 201.
Les Hauts Elfes sont souvent peu appréciés par les autres races du fait de leur arrogance et de leur sentiment de supériorité envers ce qu'ils appellent les "races inférieures".

### Elfes des Bois ou Bosmers
Les Elfes des bois (ou Bosmers en langue elfe) sont le clan elfique à la peau mate de Val-Boisé, certains possédant des cornes. Ils préfèrent une existence simple, en harmonie avec la terre et les animaux. 
Ils mènent une vie moins noble que leurs cousins Dunmers ou Altmers. La cause de cette vie simple est partiellement liée au Pacte Vert, pacte qui leur interdit de faire du tort à une plante, car Y'ffre, par son sacrifie, leur a donné les forêts du Val-boisé comme lieu de vie en retour. 
Le peuple des forêts occidentales de Val-Boisé est habile et rapide, ce qui en fait d'excellents archers et voleurs.

### Elfes noirs ou Dunmers
Les Elfes noirs (ou Dunmers) sont originaires de Morrowind et sont reconnaissable à leur peau grise. Ils vénèrent principalement Azura, Boéthia et Méphala, les trois daedras qui ne sont pas considérés comme maléfiques selon leurs ancêtres, les Chimers, qui ont donné leurs enseignements à leur société dont les structures, telles que les Grandes Maisons (Telvanni, Drès, Redoran, Indoril et auparavant Hlallu, mais celles-ci furent remplacées en 4E par les Sadras) ou la Morag Tong, ont perduré jusque dans la société dunmer sous le Tribunal. Ils sont célèbres pour leur maîtrise du sabre, de l'arc et de la magie de destruction.
Durant une grande partie de leur histoire, les Dunmers furent gouverné par les Tribuns ou Rois-Dieux. Ces Dieux Vivants sont connus sous l'acronyme d'ALMSIVI, formé de leurs trois noms : Almalexia : la Mère de Morrowind, Sotha Sil : le Père des Mystères et Vivec : le Poète Guerrier. Ils eurent une immense influence sur la culture dunmeri lorsqu'ils prirent, pour les Dunmers, la place des Bon Deadra que ceux-ci suivaient auparavant : Boéthia, Méphala et Azura.
Le troisième volet de la série, The Elder Scrolls III : Morrowind, se déroule dans leur patrie en 3E 427, lors du retour prophétisé du légendaire Nérévarine, envoyé par la déesse de l'Aube et du Crépuscule, Azura, pour renverser les Faux Dieux ayant établi leur emprise sur la région des millénaires auparavant.

### Maormers
Les Maormers (« Peuple tropical » en langue elfe) sont une branche marginale d'Elfes.
En effet, lors de la destruction d'Aldmeris, les Elfes tropicaux ont cherché refuge (ou ont été bannis par leurs cousins altmers, selon les versions) sur l'île méridionale de Pyandonea, alors que leurs frères rejoignaient le continent de Tamriel.
Les Elfes tropicaux ont pour particularité de pouvoir changer de couleur, tels des caméléons. Ils savent aussi monter les serpents de mer et s'en servir pour se déplacer ou combattre.

### Dwemers
Les Dwemers sont une race d'Elfes disparue depuis très longtemps, mais ils sont encore présents dans la civilisation actuelle de par leurs édifices et trouvailles technologiques qui, en dépit de longues années d'abandon (environ 3 750 ans), fonctionnent toujours parfaitement.
Ils sont souvent nommés à tort « Nains » à cause d'une erreur de traduction du terme « Dwemer » signifiant « peuple des profondeurs » (ces derniers ayant habité sous terre) en « petit peuple ». La légende veut que ce nom leur ait été donné par une race de géants vivant en Tamriel, alors qu'ils étaient en fait légèrement plus grands que les humains.
De nombreux endroits de l'île de Vvardenfell conservent encore la marque du peuple disparu : balistes titanesques, statues de pierre démesurées et bâtiments immenses parsèment les terres. Les Dwemers, très doués en mécanique, sont les inventeurs des nombreuses machines à vapeur, d'ampoules à incandescence, etc. Ils ont beaucoup fait progresser leur civilisation, par leur ingéniosité, tout en gardant leurs secrets de fabrication.
À l'époque où se déroule l'action de Morrowind, il reste un seul Nain vivant sur l'île de Vvardenfell : Yagrum Bagarn se trouve au pestarium de Divayth Fyr (considéré, à juste titre, comme l'un des meilleurs sorciers du monde) et est doté de pattes métalliques aranéiformes. Selon lui, les Dwemers ont été envoyés dans une autre dimension alors que Kagrénac, l'architecte en chef des Dwemers, tentait de créer un nouveau dieu qui l'aurait rendu tout-puissant et lui aurait permis de battre les Falmers, ses pires ennemis. Pour ce faire, il se serait servi d'outils magiques qu'il aurait forgés : la dague Lamentation et le marteau Broyeur, mais quelque chose n'aurait pas marché et lui et les siens auraient disparu de la surface de Tamriel, mettant ainsi fin aux deux guerres qu'ils menaient alors simultanément et emportant leurs mystères.

### Elfes des Neiges ou Falmers
Les Elfes des neiges descendraient potentiellement des Ehlnofey Purs ayant suivi l'Aigle d'Or jusque dans l'extrême nord lors de sa guerre contre Lorkhan, son ennemi juré, vers les terres d'Atmora (alors nommées Altmora par leur fondateur et roi Auri-El, avant que celui-ci ne récupère sa divinité). Cela laisserait entendre que contrairement à de nombreux peuples elfiques, la séparation de ce qui deviendrait les Falmers ne s'est pas opérée lors de la disparition d'Aldmeris mais possiblement avant, alors qu'il n'y avait encore que des Ehnolfey Purs et des Errants.
Par la suite, on ne sait pas s'ils quittèrent l'endroit de leur plein gré ou en furent chassés par les Errants qui deviendraient les Atmorans, mais on finit par les retrouver après qu'ils eurent colonisé les terres gelées de Solstheim et Bordeciel, bien que leur existence tînt surtout de la légende jusqu'à la 4e ère. Ils sont parfois assimilés aux Rieklins, sortes de gobelins à la peau bleutée vivant à Solstheim. L'histoire d'Aevar Chantepierre, héros ayant vécu à Solstheim, y fait allusion, les décrivant comme maléfiques et sournois. Une autre légende fait mention des Lucereines, qui seraient prétendument des fantômes des jeunes femmes falmer mortes. Selon certains contes nordiques tels que les Chants du Retour décrivant l'épopée d'Ysgramor, les Elfes des Neiges auraient été les ennemis des Nordiques depuis la Nuits des Larmes. Après des luttes incessantes s'étalant sur des siècles mais dont on ne sait presque rien (les combats les plus récents remontant à 4 250 ans environ), mis à part que les Humains commirent un véritable génocide, les Nordiques finirent par l'emporter sur les Elfes, contraignant ceux-ci à la fuite. Ils se réfugièrent dans les profondeurs glacées de Bordeciel et se transformèrent petit à petit en vils Falmers ou, comme les appelle Gélébor, l'unique représentant connu de la race avant son altération, les « Trahis », par opposition « au peuple noble et fier qu'ils étaient jadis ». Si l'on se fie aux deux Elfes des Neiges non altérés connus, leurs peaux et cheveux devaient être blanc comme neige.
Dans les évènements de The Elder Scrolls V: Skyrim, on apprend que pendant leurs fuites dans les profondeurs, les Elfes des Neiges furent accueillis par les Dwemers, d'abord comme serviteurs de circonstances avant d'être réduits en esclavage, expérimentés et torturés. Pour que les Elfes des Neiges ne se révoltassent pas et ainsi assurer une soumission totale de leur descendance, les Dwemers obligeaient ces derniers à se nourrir exclusivement de champignons vénéneux poussant dans les profondeurs, ce qui les rendit totalement aveugles, faibles, difformes et leur fit perdre en intelligence. Cela, combiné à la disparition de tout système d'écriture, les fit régresser à un état primitif et particulièrement agressif. D'après certains livres, leur apparence serait due à une évolution de la race due à l'absence de lumière ainsi qu'à l’empoisonnement constant des champignons. Cependant, les captifs finirent par se révolter, donnant lieu à la très méconnue Guerre du Rocher. Depuis la chute des Dwemers, les Falmers ainsi « libres » s’agrandissent chaque jour peu à peu, attendant de se venger de tout le mal qu'ils ont subi, en ruminant leur haine contre toutes les autres races. Ils élèvent des chaurus, sortes d'insectes géants et venimeux, et fabriquent leurs armes, ou plus généralement tout objet du quotidien, avec leur chitine.

### Orques ou Orsimer
Les Orques sont un peuple fier vivant dans les monts de Whrothgarian, dans une petite enclave nommée Orsinium dans la province de Hauteroche.Historiquement, les royaumes orcs établis entre plusieurs territoires humains ont constamment été mis à sacs, à cause de la haine commune de quasiment toutes les races de Tamriel à leur égard, ce qui correspond à leur vénération du Dieu des Parias et des Serments Brisés, Malacath. Ils se réfugient donc dans des forteresses et n'ont plus de royaume. Ils sont imposants physiquement, à la peau verte, et possèdent des défenses attachées à leur dentition. Ils sont de très bons guerriers, maniant la hache d'arme et le marteau de guerre avec une dextérité surprenante, ce qui fait d'eux des adversaires acharnés. Ils sont souvent craints ou méprisés par les autres races, qui les traitent comme des barbares, mais ils sont en fait loyaux et justes, très attachés aux notions de clan, d'honneur, de courage et de respect de leurs serments, et défendent ainsi leur présence au sein de la Légion impériale.
Les orques ont été intégrés à l'empire seulement depuis les événements de Daggerfall et le Voile de l'Ouest, où Gortwog, le roi des Orques, a utilisé le Numidium pour fonder Orsinium et créer une terre d'accueil pour son peuple. Ainsi, les Orques ne sont présents comme race jouable que depuis Morrowind.
Dans le cinquième volet de la série, Skyrim, aucune information sur le devenir d'Orsinium durant la 4e ère n'est donnée, mais il est dit que les orcs sont considérés comme des atouts précieux dans la Légion impériale pour leur force au combat, et que ceux de Bordeciel s'organisent en forteresse disséminées dans le pays.

## Humains ou Mens

### Impériaux
Les Impériaux sont les humains qui peuplent la province impériale de Cyrodiil, et qui ont conquis Tamriel au crépuscule de l'ère Seconde, sous le 3e empire de Tiber Septim. Bien que physiquement plus faibles et plus petits que d'autres races, les Impériaux sont considérés comme les meilleurs soldats de rang et leur troupe en armures lourdes sont parmi les meilleures de Tamriel.
Les Impériaux sont aussi de très habiles commerçants et diplomates, ce qui position géographique stratégique au milieu du continent leur a permis de conquérir tout Tamriel politiquement. Ils sont l'équivalent de la civilisation romaine.
Il s'agit d'une espèce cosmopolite et, si leur propagande les dépeint comme issus du peuple nordique (et descendant donc eux aussi du célèbre Ysgramor, premier Homme à avoir foulé Tamriel, comme les Nordiques et les Brétons), Ysgramor n'était en réalité pas le premier humain du continent. Les impériaux descendent en effet essentiellement des tribus Nédiques ayant survécu à l'esclavage et aux génocides menés par les Ayléides, bien que ceux-ci se soient certainement mêlés aux Nordiques (leurs plus anciens alliés remontant depuis la période d'Alessia) et aux Brétons (puis plus tard aux Rougegardes), à de multiples occasions.
Leur Panthéon principal des Huit Divins, créé par Alessia sous la contrainte politique de correspondre aux Mer comme aux Men, est le plus célèbre, bien que des centaines d'esprits différents soient vénérés rien que dans la Cité impériale. Après son couronnement, Tiber Septim instaura le Culte des Huit et de l'Unique pour rendre hommage à Shezarr, qui serait une adaptation alessienne du dieu nordique Shor. À la suite de la mort et de l'apothéose de l'empereur, l'Unique fut de nouveau laissé de côté et remplacé par le culte des Neufs, avant de redevenir celui des Huit sous l'impulsion du Traité de l'Or Blanc faisant suite à la Grande Guerre.
Le quatrième volet de la série, The Elder Scrolls IV : Oblivion, se déroule dans la patrie des Impériaux en 3E 433, lors de la Crise d'Oblivion provoquée par une sombre organisation connue sous le nom d'Aube mythique ayant assassiné l'empereur Uriel Septim VII.

### Rougegardes
Les Rougegardes sont des hommes forts, agiles et naturellement doués pour tous les types d'armes, ce qui fait d'eux l'une des meilleures races guerrières de Tamriel. Ils ont la peau et les cheveux sombre. Ils vivent dans la province de Lenclume qu'ils ont envahie avec succès lors de l'ère Première après avoir chassé/massacré tous les Nédiques alors présents sur place grâce au soutien de leur Dieu de la Place, le Hoon Ding, qui leur viendrait en aide lorsque les Rougegardes ont besoin de prendre de la place pour leur peuple.
Leur indépendance d'esprit fait d'eux un peuple considéré comme fier et libre malgré la colonisation cyrodiléenne. Cet aspect de leur personnalité les rend aussi plus efficaces en tant qu'éclaireurs, aventuriers ou mercenaires plutôt qu'engagés. Leur société fut longtemps divisée entre les Ancêtres et les Couronnes. Les premiers sont plus cosmopolites et ouverts aux étrangers, les seconds sont plus fermés et portent leurs traditions ancestrales en très haute estime. Néanmoins, les évènements de la Grande Guerre auraient mené à une réconciliation de circonstance entre les deux pour repousser l'envahisseur thalmor, bien que l'on ne sache pas si cette situation survécut à la victoire garantissant leur nouvelle indépendance.

### Nordiques
Les Nordiques sont les descendants d'Ysgramor et de ses 500 guerriers, qui ont débarqué d'Atmora et combattu puis exterminé les elfes des neiges  à la suite de la Nuit des Larmes, alors qu'à cette période de l'histoire, ils gouvernaient Tamriel. Leurs actes menèrent à la fondation de certaines des plus anciennes colonies humaines sur le continent de Tamriel. Ainsi, Bordeciel est le plus vieil établissement humain en Tamriel, ce qui fait des Nordiques la plus ancienne race humaine ayant perduré sur le continent, les nédiques ayant fini par s'éteindre suffisamment tôt dans l'histoire pour avoir longtemps été considérés comme un mythe. Même ces derniers siècles, de nombreux humains parmi les plus influents sont nordiques. Parmi eux figure Talos, aussi connu sous le nom de Tiber Septim, qui fonda son Empire en Cyrodiil et devint divin à sa mort.
Les Nordiques sont de bons guerriers, souvent aux cheveux blonds. Ils sont qualifiés de « barbares » par les autres races car ils sont très agressifs pendant les combats. Forts et entêtés, voire téméraires, les Nordiques sont aussi connus pour leur résistance au froid, même d’origine thaumaturgique. La violence fait partie du quotidien des Nordiques ; ils sont d’ailleurs tous rompus à la plupart des armes et techniques de combat, participent gaiement aux guerres, et mènent bataille avec une férocité fanatique qui traumatise et épouvante leurs adversaires.
En 4E 201, les Nordiques se révoltent contre l'Empire, à la suite du Traité de L'Or Blanc, qui interdit le culte de Talos. Le Thalmor, vainqueur de la Grande Guerre, considère qu'un humain ne peut pas être élevé au rang de dieu. La rébellion est menée par Ulfric Sombrage, le Jarl de Vendeaume. Ses soldats se font appeler les Sombrages.
Le cinquième volet de la série : The Elder Scrolls V : Skyrim, se déroule dans leur patrie en 4E 201 lors du Retour des Dragons prophétisé à l'ère Meréthique alors qu'une guerre civile entre partisans de l'Empire et rebelles Sombrage ravage la province.

### Brétons
Les Brétons vivent dans la province de Hauteroche et sont doués pour tout ce qui concerne la magie et le surnaturel. Ils font partie des races les plus intelligentes et cultivées sur Nirn, mais sont également les moins unis, leur pays étant divisé en de nombreux territoires de tailles et d'importances variables au gré des changements politiques de la région. En outre, de nombreux grands mages sont originaires de la province de Hauteroche. Ils possèdent une faculté de résistance naturelle à la magie. Du sang elfique coule dans leurs veines, issu du métissage des Nédiques et des Altmers du clan Direnni sur environ dix générations au moins ; ils sont souvent appelés Manmers (« hommes-elfes ») ou demi-elfes. Certains Brétons possèdent d'ailleurs de fortes caractéristiques elfiques : yeux bridés, oreilles pointues ou pommettes plus saillantes.
Il est aussi dit que les Parjures de la Crevasse sont d'origine brétonne, mais que ceux-ci auraient refusé d'abandonner leurs anciennes traditions (considérées comme barbares et sanglantes) pour celles plus civilisées adoptées par leurs congénères et auraient préférés se retirer dans les montagnes séparant Bordeciel de Hauteroche. Aujourd'hui, les Brétons et les Parjures refusent catégoriquement d'être associés.

## Races bestiales
Les races dites animales sont les deux races natives de Tamriel, les Mers et les Humains ayant plus tard conquis le continent et les ayant remplacées comme races dominantes.

### Khajiits
Les Khajiits sont une race féline humanoïde, native de la province d'Elsweyr. Ils seraient issus d'une expérience des Altmers (bien qu'une autre de leur légende attribue leur changement à Azura), ce qui serait la raison pour laquelle une majorité des Khajiits est du côté du Domaine Aldmeri. Intelligents, prestes et souples, ils font d'excellents voleurs en raison de leur agilité naturelle et de leurs dons acrobatiques sans pareil. Tous les Khajiits sont nyctalopes. Leur apparence est très variable et dépend des phases des lunes à leur naissance. On dénombre un peu moins d'une vingtaine d'espèces ; certains ressemblent presque à des Elfes tandis que les Senche-Raths ont une apparence de tigre et les Cathay-Raths sont proches du jaguar. En Morrowind les plus communs sont les Suthay-Raths, agiles et à la peau fine, de par la préférence des esclavagistes pour cette espèce tandis qu'en Cyrodiil, ce sont les Cathays.
Les Khajiits sont tristement connus pour leur fabrication de sucrelune, qui peut être raffiné pour créer du skooma, une drogue très puissante et addictive et pourtant courante. Moins connue est leur tendance de bons-vivants, leur philosophie prônant de profiter de chaque instant, dans l'ignorance de ce que seront les temps à venir.

### Argoniens
Les Argoniens sont une race reptilienne humanoïde, natifs de la province des Marais Noirs, connus pour leur intelligence et leur discrétion. De nombreux Argoniens sont mages ou voleurs, et ceux nés sous le signe de l'Ombre forment même une secte d'assassins appelée les Sombre-Écailles. Ils sont aussi connus pour leur aisance aquatique et leur résistance parfaite au poison et aux maladies.
Les argoniens ont été créés par les Hists, et les considèrent comme des dieux. 
Ils combattirent les Dunmers et rasèrent leur capitale en représailles de siècles d'asservissement (anéantissant au passage la principale Grande Maison derrière leur esclavage, les Drès), puis se retirèrent au Marais Noir. Comme pour les Khajiits, il existe de nombreuses espèces d'Argoniens, même si la plupart préfèrent rester dans leur province et sont méconnues en Tamriel.
Leur panthéon est méconnu, mais l'on sait qu'ils sont l'un des seuls (sinon le seul) peuple à ne pas adorer Akatosh/Auri-El/Alkosh/Satakal, les dragons du temps (qui sont à la fois une et plusieurs entités selon les interprétations. Cela viendrait de leur connexion aux mystérieux Hist[Quoi ?] qui font qu'ils ne perçoivent pas l'écoulement du temps comme les autres races. D'ailleurs, leur langue d'origine est également dépourvue de tout adjectif temporel.

## Hists
Les Hists sont une espèce végétale plus ancienne que les autres espèces, car elle existait déjà à l'époque des Ehlnofeys. Ce sont des arbres à spores. Ils sont conscients et ont le contrôle de leur environnement dans les Marais Noirs, bien qu'ils ne puissent se déplacer. Ils sont reliés entre eux par leurs racines et partagent la même conscience,.
Les Hists auraient créé les Argoniens afin de protéger le Marais Noir et de pouvoir communiquer avec les autres espèces, ce qui expliquerait pourquoi ils les vénèrent. 

## Races immortelles

### Dragon ou Dovah
Les dragons sont une ancienne espèce de créatures particulièrement puissantes, intelligentes et cultivées. Bien que capable de parler la langue commune de Tamriel, ils possèdent leur propre langue, le draconique ou dovahzul. Cette langue leur permet d'utiliser le Thu'um (« l'art de la Voix »), qui est une ancienne forme de magie tonale. Les Dragons disent être les enfants d'Akatosh, le Divin du Temps. La divinité nordique Alduin serait le Premier-Né d'entre eux (bien que cette déclaration soit sujette à débat) et est leur roi. Les dragons étant immortels, un membre de cette espèce ne peut mourir que si son âme est absorbée par un autre dragon, ou par un Dovakhin, lequel est un mortel possédant du Sang et une Âme de Dragon. De plus, ils sont asexués et ne se reproduisent pas. Ils sont mais ne naissent pas. Ils existent beaucoup de forme de dragons différentes.